# 壳状虫瘴霉
壳状虫瘴霉（学名：Furia crustosa）是属于虫霉目虫霉科虫瘴霉属的一种真菌，寄生在鳞翅目昆虫上。该种分布于中国、加拿大。